# Lincoln (CDP, New Hampshire)

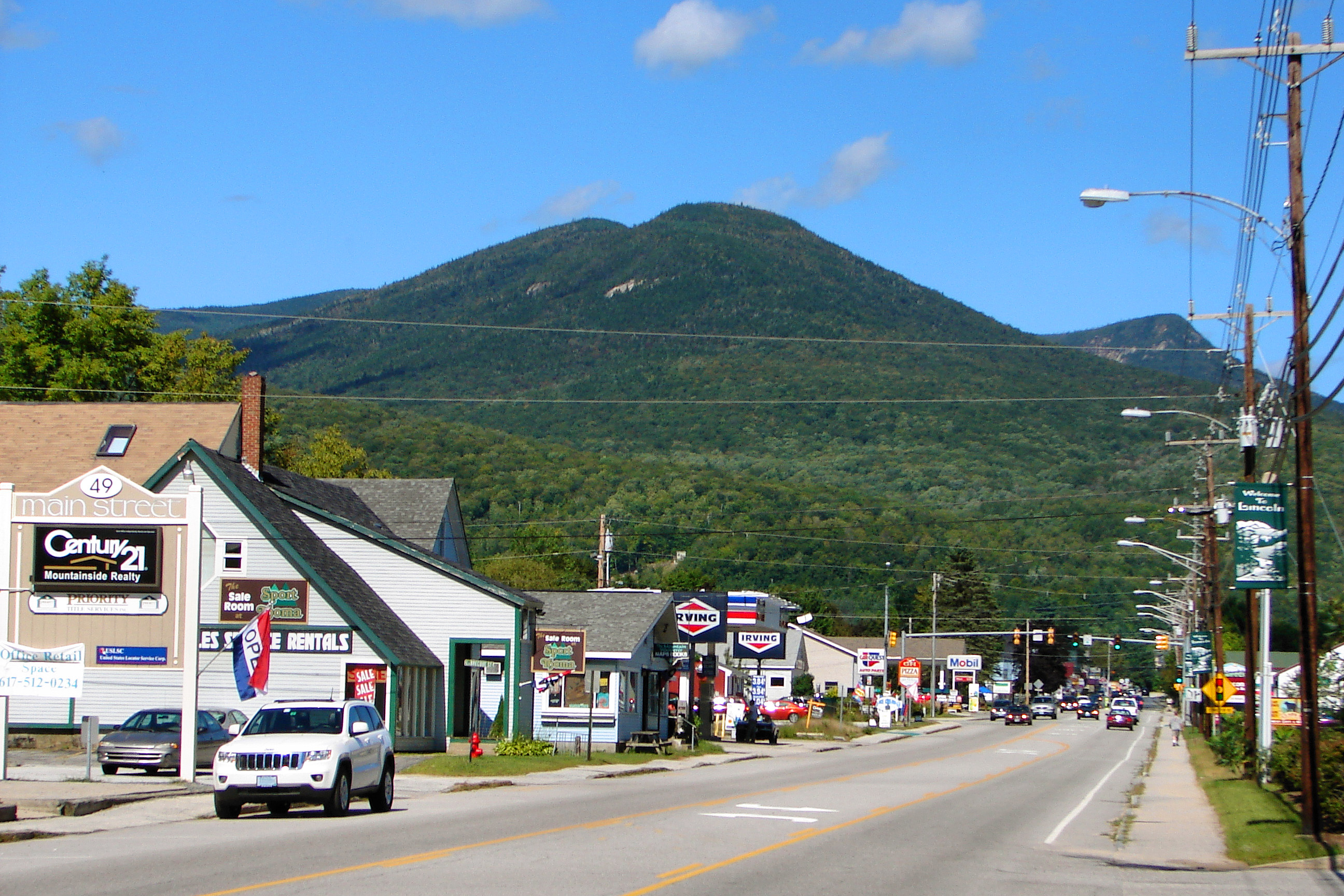
Hauptstraße von Lincoln, New Hampshire

Lincoln CDP ist ein Census-designated place (CDP) in der Town of Lincoln im Grafton County im US-Bundesstaat New Hampshire. Die Volkszählung von 2020 erfasste 969 Einwohner. Der CDP wurde im Jahr 2010 erstmals vom Census definiert. Der CDP umfasst den Kernort der Town of Lincoln.

## Lage
Der Ort liegt bei den Koordinaten 44° 3' 19.68" Nord und 71° 40' 14.38" West auf einer Höhe von 297 Metern über dem Meeresspiegel im äußersten Südwesten der Town of Lincoln zwischen dem Pemigewasset und dem East Branch Pemigewasset River oberhalb von deren Zusammenfluss hinter der Grenze zum benachbarten Woodstock. Die 7,1 km² große Fläche des Gebietes setzt sich zusammen aus 7,0 km² Land- und 0,1 km² Wasserfläche. Der East Branch Pemigewasset bildet die Süd-, der Interstate 93 und der Pemigewasset die Westgrenze des Gebietes. Entlang des East Branch Pemigewasset führt die New Hampshire Route NH-112, ab hier als Kancamagus Highway bezeichnet, in Richtung Osten nach Conway.